# 賽柏格宣言
《賽柏格宣言》（英語：A Cyborg Manifesto），是一篇由唐娜 · 哈洛威撰写的文章，1985年发表在《社會主義評論》上。該文中，賽柏格的概念是对严格界限的摒弃，尤其是那些将「人」与「动物」，以及「人」与「机器」分开的界限。她写道：「賽博格並不夢想一個以有機家庭為模本的共同體，這一次沒有伊底帕斯的計畫。賽伯格不會認得伊甸園：他不是泥土做的，不能夢想回歸塵土」
《宣言》批判了传统的女性主义观念，特别是女性主义者强调的身份認同政治，宣言主張以亲近性（affinity）與結盟（coalition）取代認同（identity）。她用賽柏格的形象，敦促女性主義者超越传统的性别、女性主義和政治的局限；《宣言》被认为是女性主義在後人類理论发展的里程碑之一。

## 主要观点

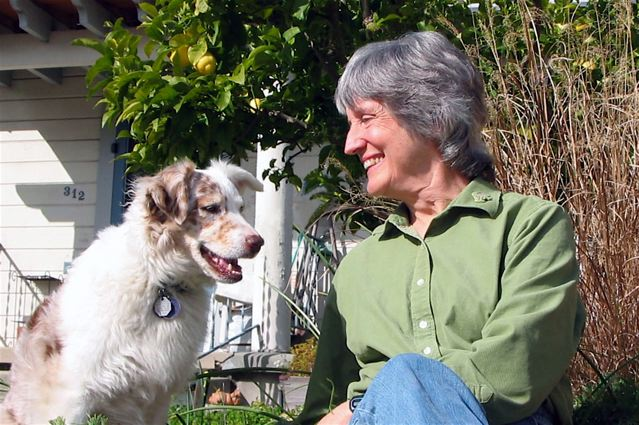
作者哈洛威，2006年

哈洛威在《宣言》之初，解释了自20世纪以来三次界線崩溃，这三次崩溃使她的混種——賽柏格神话得以实现：人類和动物、動物─人類(有機體)和机器、以及物质与非物质之间的边界崩溃。进化已经模糊了人类和动物之间的界限；而20世纪的机器則已经模糊了自然和人工之间的界限；微电子学和政治的而不可見的賽柏格則已经模糊了物质的界限。

### 賽柏格理论
哈洛威的賽柏格理论拒绝了本质主义的概念，取而代之的是提出了一个动物和机器之间嵌合且畸形的世界。賽柏格理论在作品中被描述為「賽柏格的技术」，并断言「賽柏格政治是為了語言的鬥爭，以及反對完美溝通的鬥爭，反對那可以完美翻譯一切意義的單一符碼，陽物邏各斯中心主義的核心教條。」 相反地，哈洛威的賽柏格理論，呼籲一種沒有本质的、能透過親和性而非身分团结分散的政治联盟的物质符号隐喻。 继拉康女性主义者如路思·伊瑞葛來之后，哈洛威的作品解决了女性主義論述和西方父权制宰制性语言之间的鸿沟。 正如哈洛威解释的那样，「语法，是通过其他手段实现的政治」，而有效的政治需要用宰制的语言来表达。
她在《宣言》中详细描述了从现代到后现代的知識论的典範轉移转变，统一的人类身份主体已经转变为技术科学的、嵌合的后人类主体，从「再现」(representation)到「模擬」(simulation)，从「布爾喬亞式小说」到「科幻小说」，从「再生产」(reproduction)到「複製」(replication)，从「白人资本主义式父權體制」到「宰制的訊息學」(informatics of domination)。尽管哈洛威「一個共通語言的諷刺的夢」的灵感来自伊瑞葛來关于父权以外論述的论证，但她反对伊瑞葛萊关于「女性非男性」的本质化建构，而主张建立一个语言共同体。这个语言共同体由位于其中的局部知识构成，其中没有人是无辜的。

## 更新和修订
尽管哈洛威对賽柏格的比喻被贴上了后性别声明的标签，但在一些采访中，哈洛威澄清了自己对后性别主義的立场。 她承认，她在《宣言》中的论点试图挑战性别分类的必要性，但并未将这一论点与后性别主义联系起来。 她澄清了这一区别，因为后性别主义往往与超越男性和女性的乌托邦概念的话语联系在一起。 哈洛威指出，性别概念仍然是普遍和有意义，但是太麻烦，因此应该去除其作为身份的类别。

## 賽柏格的应用
虽然唐娜 · 哈洛威希望她的賽柏格概念是一种女性主義批判，但她承认其他学者和大众媒体已经把她的概念应用到不同的语境中。 哈洛威意识到并接受了她的机器人概念的不同用途，但也承认「很少有人接受我所认为的所有部分」。 《连线》杂志忽视了賽柏格的女性主義理论，而是用它来对人类和技术的融合做出更加字面化的评论。 尽管如此，哈洛威还承认，新的女性主義学者「接受，并使用宣言的賽柏格，为自己的目的做自己想做的事」。

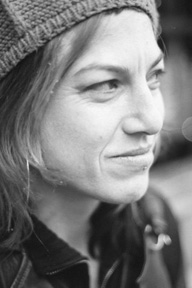
雪莉‧傑克森，《拼綴女孩》的作者。

### 《拼綴女孩》
《拼綴女孩》，是一部網路超文本的創作，使用了一些「賽柏格宣言」的元素。《拼綴女孩》的「主题聚焦在怪異性、主體性和新的生產力技術，是自第一頁就显而易见的，当读者或用户，打開超文本，發現一張伤痕累累的裸女身体图片，与一條虚线缝合在一起...读者点击身体進入文本，和按下『四肢』，或其他節點連到文本的不同部分。」在傑克森的叙述中，拼綴女孩是玛丽‧雪莱1818年小说《科學怪人》中佛兰肯斯坦流产的女性怪物，她「部分是男性，部分是女性，部分是动物，175岁」通过超文本技术被'夷平'。 这个怪物，被佛蘭肯斯坦毁灭之后，又被玛丽‧雪莱自己缝回去，成为玛丽的情人；因此，她是"古怪的、不成比例的、明显伤痕累累的賽柏格"。

### 《賽柏格女神》
土耳其评论学者Leman Giresunlu在她的文章《賽柏格女神: 重访主机》中使用了哈洛威的賽柏格理論作为框架，研究當代科幻电影，如《古墓奇兵》和《惡靈古堡》。在該文中，她探讨了她的賽柏格女神的新概念，一幅"能够同时施加痛苦和快乐"的女性形象，用来理解女性再现是如何转向更多维度的姿態。

### 《心胜於物》
美国批判学者Ruthellen Cunnally在《心胜於物：不可思議的縮小人中心靈进化與物質退化》中，使用哈洛威的賽伯格理論理解 《不可思議的縮小人》的主人公Robert Scott Carey如何在家中冷战政治的隐喻中转变成賽伯格。随着Robert继续縮小，他和妻子间性别权力的动态，「从夫 / 妻的領域转变为母 /子的模式」。当Robert发现自己迷失在地下室的女性空间，一個保留给妻子缝纫和洗涤的家事區域，他被迫為自己的生命而奋斗，並重新找回自己的男子气概。虽然他能够征服一些敌人并重新获得他的"男子气概"，但因为没有人与他分享和实施性别化的权力结构，性别界限并没有再次确立。Robert的转变呈现出「从父权二元论的承認與意义的局限中解放出来的存在」。 

## 批评
传统女性主義者批评《賽柏格宣言》是反女性主義的，因为它否定了女性经验的任何共通性。 在《宣言》中，哈洛威写道：「身為『女性』完全沒有任何東西可以天生就把女人綁在一起。」
此文的出版史伴隨著批評與爭論：《社會主義評論》的东海岸部門认为这篇文章是"对技术的天真拥抱"，反对出版，而柏克萊部門最终坚持出版。 歸因於其主張批評性的論述，該文以「充滿争议」和「病毒式」地傳播多个学科和學術邊界。
对哈洛威的批评也集中在她在写作中讨论的主题的可及性上，根据第三波女性主義者阅读，她的作品「假设一个熟悉北美文化的读者」，并断定「没有适当的文化资本的读者......很可能会发现它令人愤怒的晦涩和令人费解。」因此，哈洛威的象征主义是北美文化的代表，象征着「女性主义策略的非普世化願景」，而「在网络女性主义中被当作女性本质的象征」。關於更广泛的可及性问题，身心障碍研究集中在哈洛威的论文，標誌為缺乏「身心障碍者的批判性参与......身心障碍者的身体被简单地展示为範例......既不需要分析也不需要批判」── 一个美国西南大学的女性研究教授Alison Kafer在《女性主義者、酷儿、殘障》(Feminist, Queer, Crip)中试图解决的鴻溝。茱蒂‧威吉曼还认为，哈洛威在《賽柏格宣言》中对技术的看法可能过于整體化，「賽柏格解决方案和女神解决方案」的二元論最终"讽刺了女性主義"，因为它使用了可能实际上是错误的二分法。
在《未盡的事業——从賽柏格到认知領域》(Unfinished Work-From Cyborg to Cognisphere)一书中，N. 凱瑟琳‧海爾斯质疑賽柏格作为分析单位的有效性。 她说，由于科技和媒体的复杂情况，「賽柏格不再是個體的人——或者说，个別的賽柏格——不再是合适的分析单位，縱使它曾是。」